# تيدلي (تيزي نتاكوشت)
تيدلي هي إحدى مشيخات المملكة المغربية، تتبع جغرافيا لإقليم شتوكة آيت باها وإداريًا لتيزي نتاكوشت. يقدر عدد سكانها بـ 3438 نسمة حسب الإحصاء الرسمي للسكان والسكنى لسنة 2004.